# Голяма река (приток на Стара река)
Вижте пояснителната страница за други значения на Голяма река.
Голяма река или Биюкдере е река в Северна България, област Търговище – общини Омуртаг Антоново и Попово и Област Велико Търново – община Стражица, десен приток на Стара река, от басейна на Янтра. Дължината ѝ е 75 км, която ѝ отрежда 41-во място сред реките на България.
Голяма река извира на 654 м н.в. от Лиса планина, на 300 м западно от село Горско село, община Омуртаг. До вливането си в югоизточната част на южния ръкъв на язовир „Ястребино“ тече на север, а два км преди навлизането си в язовира – на запад. След изтичането си от язовира продължава в северна посока, в близост до село Разделци, община Антоново завива на запад, а при село Любенци, община Стражица – на северозапад, като в целия този описан участък тече в дълбока, силнозалесена, Каньоновидна долина. При село Манастирца, община Попово завива на запад, а преди град Стражица на югозапад и долината ѝ се разширява. Влива се отдясно в Стара река, на 66 м н.в., в непосредствена близост до гара Кесарево.
На доста голямо протежения между язовир „Ястребино“ и село Манастирца, служи за общинска граница между общините Антоново и Попово, а по-надолу и като областна граница между Търговишка и Великотърновска област.
Площта на водосборния басейн на Голяма река е 864 км2, което представлява 35,5% от водосборния басейн на Стара река.
Основни притоци – → ляв приток, ← десен приток:
- ← Карадере
- → Казълдере (Горно Казълдере), влива се в язовир „Ястребино“
- ← Ялъдере, влива се в язовир „Ястребино“
- → Яламукдере
- → Кьосерликдере
- ← Чукурдере
- → Казълдере (Долно Казълдере)
- ← Кечидере

Голяма река е с ясно изразено пролетно пълноводие от март до юни и лятно-есенно маловодие – юли-октомври.
Поради това, че по-голямата част от реката протича в дълбока, на места каньоновидна долина по течението ѝ има само 3 населени места – 1 град и 2 села: Община Омуртаг – Горско село; Община Стражица – Любенци и град Стражица.
В горното течение на реката водите ѝ са хванати в големия язовир „Ястребино“, който освен за напояване е и приятно място за отдих и риболов.
По долината на Голяма река, в долното ѝ течение, от село Манастирица до гара Кесарево (устието на реката) преминава част от трасето на жп линията София – Варна.

## Топографска карта
- Лист от карта K-35-29. Мащаб: 1 : 100 000.
- Лист от карта K-35-28. Мащаб: 1 : 100 000.